# Auengrund
Auengrund – miejscowość i gmina w Niemczech, w kraju związkowym Turyngia w powiecie Hildburghausen.
Gmina pełni funkcję "gminy realizującej" (niem. "erfüllende Gemeinde") dla gminy wiejskiej Brünn/Thür.